# Gerdell
Gerdell (Lathyrus aphaca) és una espècie de planta lleguminosa anual originària del sud d'Europa, incloent els Països Catalans, parts d'Asia i Nord d'Àfrica. Les seves fulles estan reduïdes als circells i a dues grans estípules foliàcies hastato-triangulars. És una herba enfiladissa glabra, glaucescent; les seves flors són ordinàriament grogues i solitàries de 6-10 mm;llegum glabre, lleugerament corbat de 2-3,5 x 0,3-0,8 cm, amb 6-8 granes. Floreix entre març i juliol.

## Hàbitat
Camps de cereals, llocs herbosos; rar a les contrades molt poc plujoses.
Als Països Catalans es troba des del nivell del mar als 1400 metres d'altitud. No apareix a Eivissa ni Formentera.